# Gyophora fasciosa
Gyophora fasciosa är en fjärilsart som beskrevs av Moore 1887. Gyophora fasciosa ingår i släktet Gyophora och familjen nattflyn. Inga underarter finns listade i Catalogue of Life.